# سیارک ۵۰۵۵
سیارک ۵۰۵۵ (به انگلیسی: 5055 Opekushin، نامگذاری:1986PB5) پنج هزار و پنجاه و پنجمین سیارک کشف شده‌است که در ۱۳ اوت ۱۹۸۶ کشف شد.
قدر مطلق سیارک برابر ۱۲٫۰۰ است.